# Rävtjärnet (Gräsmarks socken, Värmland)
Rävtjärnet är en sjö i Sunne kommun i Värmland och ingår i Göta älvs huvudavrinningsområde.